# Alec Benjamin
Alec Benjamin   (Phoenix, 28 de maig de 1994) és un cantautor estatunidenc. Les seves cançons estan reconegudes com a gènere pop. Ha treballat amb discogràfiques com Columbia Records, Atlantic Records o Warner Music. La seva activitat com a cantautor es remunta a l'any 2013, però no va ser fins a l'any 2014 que va treure el seu primer senzill independent "Paper Crown". Ha guanyat popularitat per les seves cançons indie pop que representen històries descriptives de les seves pròpies experiències personals. A més del seu èxit com a cantant solista, també forma part de l'equip de composició d'artistes com Jon Bellion, amb qui va firmar la cançó "New York Soul Pt. II" dins l'àlbum The Human Condition. Està fortament influenciat per artistes com Eminem, John Mayer, Paul Simon o Ben Gibbard. L'any 2019 va gravar dos senzills amb Spotify Studios NYC, un dels quals era una versió de la cançó "Satan" d'Eminem.

## Discografia
- These Two Windows (Atlantic, 2020)
- (Un)Commentary (Elektra, 2022)